# Отис, Эмма
Эмма Густава Отис (англ. Emma Gustava Otis), урождённая Эриксон (англ. Erikson); 22 октября 1901 — 25 октября 2015) — американская долгожительница. На момент своей смерти она была вторым старейшим живущим человеком в Соединённых Штатах и десятым в мире. Также она является старейшим человеком жившим когда-либо в штате Вашингтон.

## Биография
Эмма Густава Эриксон родилась 22 октября 1901 года в Лоусоне, округ Кинг, штат Вашингтон, у шведских родителей Джона и Эммы Торен Эриксон. В возрасте 4 лет она с семьей переехала в Гиг-Харбор.
Эмма вышла замуж за Боба Отиса в январе 1921 года. У пары было трое детей. Их брак продлился 40 лет, вплоть до смерти супруга в 1961 году.
Отис продолжала оставаться активной до 90-х. Сообщается, что она поднялась на крышу своего дома в возрасте 100 лет, чтобы удалить мох. Отис также имела честь быть старейшим членом скаутов Америки.
На момент своей смерти она проживала в Поулсбо, штат Вашингтон.
Отис умерла через 3 дня после своего 114-летия, в октябре 2015 года.

## См.также
- Долгожитель
- Список старейших женщин
- Список старейших людей в мире
- Список долгожителей США